# Nicolea amnis
Nicolea amnis är en ringmaskart som beskrevs av Anne D. Hutchings och Murray 1984. Nicolea amnis ingår i släktet Nicolea och familjen Terebellidae. Inga underarter finns listade i Catalogue of Life.